# Ranunculus schilleri
Ranunculus schilleri — вид квіткових рослин з родини жовтецевих (Ranunculaceae).

## Поширення
Поширення: Угорщина, Словаччина, Україна, Росія.